# 쇼 마조지
쇼 마조지(Sho Madjozi, 1992년 5월 9일 ~ )는 남아프리카 공화국의 래퍼, 가수, 작곡가, 배우, 시인이다.

## 음반 목록
- Limpopo Champions League (2018)